# 佐倉市立南志津小学校
佐倉市立南志津小学校（さくらしりつ みなみしづしょうがっこう）は、千葉県佐倉市下志津原にある公立小学校。

## 沿革
- 1974年 - 開校

## 最寄り駅
- 志津駅・ユーカリが丘駅